# روبرت بروس كينغ
روبرت بروس كينغ (بالإنجليزية: Robert Bruce King) هو ضابط وقاضي ومحامي أمريكي، ولد في 1940.